# 美白令鰩
美鳐（学名：Beringraja pulchra）为軟骨魚綱鳐科白令鳐属的鱼类，被IUCN列為瀕為保育類動物。分布于鄂霍次克海、日本沿海以及黄海和东海沿海等，深度5至120公尺，本魚具有菱形的胸鰭盤和長的吻部，鼻子上方和下方覆蓋著刺，但身體其他部位沒有，胸鰭兩側的中間都有一個黑環，體長可達115公分，棲息在沙泥底質海域，為底棲性魚類，屬肉食性，以甲殼類、頭足類及硬骨魚為食，尾部有一對側電器官，每個電器官由一列圓盤狀細胞組成。這些器官能產生微弱的電場，可以用來偵測獵物，每年四月至六月和十一月至十二月為繁殖高峰，卵囊呈長方形，長14–18.8公分，寬7–9.4公分；兩側各有一個深凹口，四個角落有短而扁平的角，一個囊內通常含有多個胚胎，最多可達五個 。該物種在韓國及日本為具商業價值的食用魚，1991-1993年間，韓國年平均捕撈量為2700噸，但2001-2003年間僅為220噸，10年間在韓國數量減少了90％。在中國沿海，由於過度開發和棲息地惡化，數量都在減少。自1980年代以來，該物種族群數量總體下降幅度估計超過了30%，實際上可能已經嚴重到可以將其列為瀕危物種，然而該物種目前不受任何保護或管理計劃的約束。该物种的模式产地在青岛。